# Соарес, Данило
Дани́ло Теодо́ро Соа́рес (порт.-браз. Danilo Teodoro Soares; род. 29 октября 1991, Белу-Оризонти) — бразильский футболист, защитник немецкого клуба «Нюрнберг».

## Клубная карьера
Родился в бразильском городе Белу-Оризонти. В шестнадцать лет, после неудачного просмотра в местный «Крузейро», провёл месяц в поездке в Нидерландах и подписал трёхлетний контракт с австрийским клубом «Аустрия» Лустенау. 13 июля 2010 года в матче против «Грёдига» Данило дебютировал в первой лиге Австрии. 5 ноября в поединке против «Лустенау 07» он забил дебютный гол за австрийский клуб.
В летнее трансферное окно 2013 года стал игроком немецкого «Ингольштадт 04». 19 июля в матче против «Эрцгебирге Ауэ» Соарес дебютировал за «чёрных». 2 марта 2015 года в матче против «Мюнхен 1860» он забил первый гол за «Ингольштадт 04». В сезоне 2014/2015 года клуб завоевал повышение из второй Бундеслиги. По окончании сезона, Соарес перенёс операцию на плюснефаланговом суставе и пропустил большую часть нового сезона. 19 декабря 2015 года в матче против «Байера 04» он дебютировал в Бундеслигу.
После второй операции летом 2016 года, Данило стал игроком «Хоффенхайма». По ходу сезона 2016/2017 ни разу не появился на поле и покинул клуб по окончании контракта.
В июле 2017 года, бразильский защитник стал игроком «Бохума». 28 июля в матче против «Санкт-Паули» он дебютировал за новый клуб. 4 ноября 2019 года в поединке против «Нюрнберга» Соарес забил первый гол за клуб.